# Hapalophragmium setulosum
Hapalophragmium setulosum är en svampart som först beskrevs av Narcisse Theophile Patouillard, och fick sitt nu gällande namn av Hans Sydow 1904. Hapalophragmium setulosum ingår i släktet Hapalophragmium och familjen Raveneliaceae.   Inga underarter finns listade i Catalogue of Life.